# Тат-Верх-Гоньбинское сельское поселение
Тат-Верх-Гоньбинское сельское поселение — муниципальное образование в составе Малмыжского района Кировской области России.
Центр — село Тат-Верх-Гоньба.

## История
Тат-Верх-Гоньбинское сельское поселение образовано 1 января 2006 года согласно Закону Кировской области от 07.12.2004 № 284-ЗО.

## Население
| 2010 | 2012 | 2013 | 2014 | 2015 | 2016 | 2017 |
| ---- | ---- | ---- | ---- | ---- | ---- | ---- |
| 723  | ↘697 | ↘667 | ↘642 | ↘613 | ↘589 | →589 |
| 2018 | 2019 | 2020 | 2021 |      |      |      |
| ↗600 | ↘586 | ↘561 | ↗583 |      |      |      |

## Состав сельского поселения
В состав сельского поселения входят 4 населённых пункта
| № | Населённый пункт | Тип населённого пункта       | Население |
| - | ---------------- | ---------------------------- | --------- |
| 1 | Верх-Гоньба      | деревня                      | 72        |
| 2 | Гари             | деревня                      | 6         |
| 3 | Тат-Верх-Гоньба  | село, административный центр | 634       |
| 4 | Хода             | деревня                      | 11        |